# Per la Siria ! Per Assad !
Singles de Zetazeroalfa
A difesa della torre
(2017) Marcia oppure crepa
(2017)
Per la Siria ! Per Assad ! est une chanson italienne pro-Assad du groupe Zetazeroalfa en featuring avec le groupe Fantasmi del Passato.

## Contexte
Les deux groupes musicaux, Zetazeroalfa et Fantasmi del Passato sont liés à la CasaPound, une organisation politique italienne d'extrême droite qui a affiché son soutien au régime syrien de Bachar el-Assad.
Dans le même contexte, CasaPound mène le Front européen pour la Syrie à la même époque.